# Manuel De Zan
Manuel De Zan (* 16. Januar 1989 in Belluno) ist ein italienischer Grasskiläufer. Er startet für den Sci Club Ponte nelle Alpi und gehört seit 2006 dem Kader des Italienischen Wintersportverbandes (FISI) an.

## Karriere
De Zan nimmt seit dem Jahr 2006 an internationalen Grasskirennen teil. Im Juni fuhr er seine ersten FIS-Rennen, im Juli startete er bei der Juniorenweltmeisterschaft in Horní Lhota und erzielte als einziges Resultat Rang 14 im Super-G. Im August und September konnte er bei allen Weltcuprennen der Saison 2006 punkten, womit er auf Rang 25 in der Gesamtwertung kam. Sein bestes Rennergebnis war der zwölfte Platz im Slalom von Sattel. In der Saison 2007 fuhr De Zan insgesamt fünfmal unter die schnellsten 15 und kam mit Rang sechs im ersten Slalom von Sattel auch erstmals in die Top 10. Im Gesamtweltcup erreichte er damit den zehnten Platz – sein bisher bestes Ergebnis. Bei der Juniorenweltmeisterschaft im August 2007 belegte er den sechsten Platz in der Super-Kombination und jeweils Rang sieben im Riesenslalom und im Super-G. Einen Monat später nahm er im tschechischen Olešnice v Orlických horách auch erstmals an einer Weltmeisterschaft in der Allgemeinen Klasse teil und fuhr dabei jeweils auf Platz zehn im Slalom und in der Super-Kombination sowie auf Rang 15 im Super-G.
In der Weltcupsaison 2008 kam De Zan zweimal in die Top 10: Im Juni belegte er in der Super-Kombination von Rettenbach den achten Platz und im September erzielte er mit Rang fünf in der Super-Kombination von Forni di Sopra sein bisher bestes Resultat in einem Weltcuprennen. Da das aber seine einzigen Punktegewinne in dieser Saison waren, fiel er auf Rang 18 im Gesamtklassement zurück. Gute Resultate erzielte der Italiener bei der Juniorenweltmeisterschaft 2008 im schweizerischen Rieden. Er gewann im Riesenslalom, im Super-G und in der Super-Kombination jeweils die Silbermedaille. Nur im Slalom wurde er nach einem Torfehler im ersten Durchgang disqualifiziert. Etwas schlechtere Resultate als in den Vorjahren zeigte De Zan während der Saison 2009. Im Weltcup fiel er mit vier Top-15-Ergebnissen auf den 33. Gesamtrang zurück, bei der Juniorenweltmeisterschaft in Horní Lhota waren seinen besten Resultate Platz sieben im Slalom und Rang acht in der Super-Kombination. Bei der Weltmeisterschaft 2009 kam er in keinem Bewerb unter die schnellsten zehn. Seine besten Ergebnisse waren Rang 14 in der Super-Kombination und Rang 17 im Slalom. In den Saisonen 2010 und 2011 nahm De Zan an keinen Wettkämpfen teil, erst 2012 bestritt er wieder drei FIS-Rennen in Tambre.

## Erfolge

### Weltmeisterschaften
- Olešnice v Orlických horách 2007: 10. Slalom, 10. Super-Kombination, 15. Super-G
- Rettenbach 2009: 14. Super-Kombination, 17. Slalom, 21. Riesenslalom, 23. Super-G

### Juniorenweltmeisterschaften
- Horní Lhota u Ostravy 2006: 14. Super-G
- Welschnofen 2007: 6. Super-Kombination, 7. Riesenslalom, 7. Super-G
- Rieden 2008: 2. Riesenslalom, 2. Super-G, 2. Super-Kombination
- Horní Lhota u Ostravy 2009: 7. Slalom, 8. Super-Kombination, 13. Super-G

### Weltcup
- Saison 2007: 10. Gesamtrang
- Drei Platzierungen unter den besten zehn